# Idotea urotoma
Idotea urotoma là một loài chân đều trong họ Idoteidae. Loài này được Stimpson miêu tả khoa học năm 1864.